# Perica Richter
Perica Richter (Curzola, 1957 – Curzola, 27 luglio 2009) è stato un pallanuotista croato, è scomparso a Curzola all'età di 52 anni.

## Palmarès

### Trofei nazionali
- Coppa di Jugoslavia: 1

Korčula: 1978

### Trofei internazionali
- Coppa delle Coppe: 1

Korčula: 1978-79